# Alfred Ährling
Johan Erik Alfred Ährling, född den 14 april 1835 i Stockholm, död den 28 mars 1902 i Umeå, var en svensk jurist.
Ährling blev 1853 student vid Uppsala universitet, där han avlade kameralexamen 1857 och examen till rättegångsverken 1857. Han var länsnotarie i Västerbottens län 1861–1883 och sekreterare vid Västerbottens läns landsting 1863–1879. Ährling blev vice häradshövding 1863 och var häradshövding i Västerbottens södra domsaga från 1883 till sin död. Han blev riddare av Nordstjärneorden 1893. Ährling vilar på Västra kyrkogården i Umeå.